# Đông Bình, Bình Minh
Đông Bình là một xã thuộc thị xã Bình Minh, tỉnh Vĩnh Long, Việt Nam.

## Địa lý
Xã Đông Bình có vị trí địa lý:
- Phía đông giáp xã Đông Thạnh
- Phía tây giáp xã Mỹ Hòa
- Phía nam giáp xã Đông Thành
- Phía bắc giáp phường Đông Thuận và xã Thuận An.

Xã có diện tích 10,10 km², dân số năm 2012 là 7.508 người, mật độ dân số đạt 743 người/km².

## Hành chính
Xã Đông Bình được chia thành 5 ấp: Đông Bình, Đông Hậu, Đông Lợi, Phù Ly 1, Phù Ly 2.

## Lịch sử
Trước đây, Đông Bình là một xã thuộc huyện Bình Minh, được thành lập vào ngày 9 tháng 8 năm 1994 trên cơ sở tách một phần diện tích và dân số của xã Đông Thành.
Ngày 28 tháng 12 năm 2012, Chính phủ ban hành Nghị quyết số 89/NQ-CP. Theo đó, chuyển huyện Bình Minh thành thị xã Bình Minh và thành lập phường Đông Thuận trên cơ sở điều chỉnh 394,16 ha diện tích tự nhiên, 8.729 người của xã Đông Bình.
Sau khi điều chỉnh địa giới hành chính, xã Đông Bình còn lại 1.009,85 ha diện tích tự nhiên và 7.508 người.